# Туре, Шаиб
Шаиб Катинан Туре (фр. Shaib Katinan Touré; 12 ноября 1978) — ивуарийский футболист, защитник.

## Биография
В январе 2007 года будучи клиентом агента Дмитрия Селюка перешёл в алчевскую «Сталь», где главным тренером был Тон Каанен. Под его руководством в команде играло множество иностранцев. В команде Шаиб играл по 15 номером. Туре вначале выступал в основном за дубль «Стали» в молодёжном первенстве Украины где сыграл 9 матчей. В Высшей лиге Украины дебютировал 17 июня 2007 года в последнем 30 туре чемпионата в домашнем матче против луганской «Зари» (0:1), Туре отыграл весь матч на позиции центрального защитника. По итогам сезона 2006/07 «Сталь» заняла последнее 16 место в чемпионате и вылетела в Первую лигу Украины.
В Первой лиге он сыграл 12 матчей и забил 1 гол (в ворота днепродзержинской «Стали»), также он провёл 2 игры в Кубке Украины. Параллельно с игрой за «Сталь» он поддерживал форму играя за «Сталь-2» в первенстве Луганской области. Зимой 2008 года покинул клуб.